# レギュラーSHOW〜コリない2人〜 ザ・ムービー
『レギュラーSHOW～コリない2人～ ザ・ムービー』（原題：Regular Show: The Movie）は、アニメシリーズ「レギュラーSHOW〜コリない2人〜」を基にした2015年のアメリカのアニメSFコメディ映画。2016年8月2日に日本で放映された。

## 登場キャラクター
ロス先生
声 - 藤原啓治/ジェイソン・マンツォーカス
本作の悪役で、リグビーが通っていた学校の元教師。以前リグビーが学校の研究室を爆破した際に責任を問われて解雇されており、それ以降リグビーに復讐しようと目論んでいた。
ディーン校長
声 - 後藤哲夫/デヴィッド・ケックナー
ロスが勤務していた学校の校長。研究室爆破事件の際、ロスに解雇を宣告した。

## キャスト
| 役名                                                        | 原語版声優                 | 日本語吹き替え |
| ----------------------------------------------------------- | -------------------------- | -------------- |
| モーデカイ/過去モーデカイ/未来モーデカイ/ベイビーモーデカイ | J・G・クインテル           | 落合弘治       |
| リグビー/過去リグビー/未来リグビー/ベイビーリグビー         | ウィリアム・サルヤーズ     | 小森創介       |
| ベンソン                                                    | サム・マリン               | 大川透         |
| スキップ                                                    | マーク・ハミル             | 白熊寛嗣       |
| マッスルマン                                                | サム・マリン               | 近藤浩徳       |
| キャンディ                                                  | サム・マリン               | 佐藤晴男       |
| やったねゴースト                                            | J・G・クインテル           | 佐藤晴男       |
| テクモ                                                      | スティーヴン・ブルーム     | 大川透         |
| マーガレット                                                | ジェイニー・ハダッド       | 植竹香菜       |
| アイリーン                                                  | ミンティ・ルイス           | 鷄冠井美智子   |
| ロス先生                                                    | ジェイソン・マンツォーカス | 藤原啓治       |
| ディーン主要                                                | デヴィッド・ケックナー     | 後藤哲夫       |
| 時の翁                                                      | アラン・スクラー           | 大川透         |
| フランシス・ジャブロンスキー                                | ロジャー・クレイグ・スミス | 白熊寛嗣       |